# Fernando Magalhães (guitarrista)
Fernando Mendonça Magalhães, conhecido como Fernando Magalhães (Rio de Janeiro, 21 de abril de 1964) é um músico, compositor e produtor musical brasileiro.
Atualmente, é guitarrista na banda Barão Vermelho. Também toca na banda de apoio do seu amigo Rodrigo Santos, chamada Os Lenhadores.
É compositor de hits como "Meus bons amigos" (com Guto Goffi e Maurício Barros) e "Pedra, flor e espinho" (com Frejat e Dulce Quental).

## Biografia
Fernando é o filho mais novo de uma família de quatro irmãos. Aprendeu os primeiros acordes com um de seus irmãos, em 1975. Aos 13 anos, ganhou uma guitarra supersonic da Giannini.
Iniciou a carreira em 1982, quando integrou o grupo punk carioca 402, nele permanecendo de 1982 a 1984. Logo em seguida, passou a atuar pelo conjunto Páginas Amarelas, tendo lançado um extended-play pela PolyGram. Indicado pelo DJ, fotógrafo e produtor Maurício Valladares, então seu vizinho no Leblon, passou a integrar a banda Barão Vermelho em 1987.
Quando teve a primeira parada do Barão, em 2001, Fernando tocou com o Gabriel, o Pensador, Blitz e Vinny. Produziu os dois primeiros discos da banda Detonautas Roque Clube: "Detonautas Roque Clube" (2002) e "Roque Marciano" (2004).
Em 2007, durante as férias da banda, Fernando lançou seu primeiro álbum solo, chamado “Fernando Magalhães“, uma trabalho de guitarra instrumental, orientado, que atraiu um grande interesse de seu público e da mídia também, porque, além de ser um álbum de rock poderoso, foi o primeiro lançamento totalmente digital do Warner Music Brasil. O trabalho foi produzido por Roberto Lly, baixista da banda Herva Doce.
Em 2008, produz outro disco da banda Detonautas, "O Retorno de Saturno".
Depois de uma turnê, realizada entre 2012 e 2013, em comemoração a seus 30 anos de carreira, o Barão Vermelho novamente deu uma parada.
Seu segundo trabalho solo instrumental, "Rock it", saiu em versão digital em 2014 pela Agência Digital e em formato físico pelo selo Toca Discos. Também foi produzido por Roberto Lly.
Ainda em 2014, participa do disco "Aonde o Tempo é Solto" do músico goiano Chal.
Em 2017, lança o CD "Efeito Borboleta" com o amigo de Barão Vermelho Rodrigo Santos. Neste disco, lançado pela Coqueiro Verde, Fernando toca guitarra e violão. O disco comemora os 25 anos de parceria da dupla.

## Discografia

### Com oBarão Vermelho
- 1987 - Rock'n Geral
- 1988 - Carnaval
- 1989 - Barão ao vivo
- 1990 - Na Calada da Noite
- 1991 - Acústico MTV - Barão Vermelho
- 1992 - Barão Vermelho 1985 - Rock in Rio 1
- 1992 - Supermercados da Vida
- 1994 - Carne Crua
- 1996 - Álbum
- 1998 - Puro Êxtase
- 1999 - Balada MTV - Barão Vermelho
- 2004 - Barão Vermelho
- 2005 - MTV ao vivo - Barão Vermelho
- 2019 - Viva

### Carreira solo
- 2007 - Fernando Magalhães
- 2014 - Rock It

### ComRodrigo Santos
- 2017 - Efeito Borboleta